# Ringer-Bundesliga 2007/08
Die Ringer-Bundesliga 2007/08 war die 44. Saison in der Geschichte der Ringer-Bundesliga. 24 Mannschaften, aufgeteilt auf drei Vorrundengruppen, kämpften um die deutsche Mannschaftsmeisterschaft. Der KSV Athletik Einigkeit Köllerbach konnte sich im Finale gegen den 1. Luckenwalder SC durchsetzen und damit seinen Meistertitel aus der Vorsaison verteidigen.

## Änderungen gegenüber der Vorsaison
Nach der großen Umstrukturierung in der letzten Saison beschloss die Bundesliga für die Saison 2007/08 auf einer Tagung im Februar 2007 in Darmstadt eine erneute Umstrukturierung. So wird es nur noch drei Staffeln, Nord, Mitte und Süd mit je acht Mannschaften geben. Des Weiteren entfallen die Zwischen- und die Relegationsrunde. Die Play-offs beginnen nunmehr mit dem Achtelfinale. Zudem beschloss der DRB zur Begrenzung des Einsatzes ausländischer Ringer, dass die Vereine bei Wettkämpfen mindestens drei deutsche Ringer einsetzen müssen, wovon einer unter 23 Jahren sein muss. Ohne Nachwuchsringer sind vier deutsche Ringer aufzustellen.

## Vorrunde
| Legende | Legende                          |
| ------- | -------------------------------- |
|         | Teilnahme an der Endrunde        |
|         | Absteiger in die 2. Bundesliga   |
| (M)     | Meister der Vorsaison            |
| (N)     | Aufsteiger aus der 2. Bundesliga |

Die Vorrundenkämpfe begannen am 29. September 2007 und endeten am 22. Dezember 2007. Die besten 16 Mannschaften (sechs aus der Staffel Süd und je fünf aus den Staffeln Mitte und Nord) qualifizierten sich für das Achtelfinale der Ringermeisterrunde.

### Staffel Nord
Der Meister der Saison 2005/06, 1. Luckenwalder SC, überstand die Rundenkämpfe ohne Niederlage und zog somit überlegen in die Meisterrunde ein. Der Liganeuling Türkischer RV Berlin musste nur zwei Niederlagen in 14 Kämpfen hinnehmen (beide gegen Luckenwalde). Die Berliner qualifizierten sich zusammen mit Frankfurt/Oder-Eisenhüttenstadt, dem Mitaufsteiger ASV Hof und dem KFC Leipzig für das Achtelfinale der Meisterrunde. Als Absteiger stand am Ende der Vorrunde der FC Erzgebirge Aue fest.
| Pl. | Verein                        | K. | Kampfpkte. | Diff. | Pkte. |
| --- | ----------------------------- | -- | ---------- | ----- | ----- |
| 1.  | 1. Luckenwalder SC            | 14 | 389:133    | +256  | 28:00 |
| 2.  | TRV Berlin (N)                | 14 | 306:217    | 0+89  | 24:40 |
| 3.  | KG Frankfurt/Eisenhüttenstadt | 14 | 282:239    | 0+43  | 17:11 |
| 4.  | ASV Hof (N)                   | 14 | 264:270    | 0−6   | 16:12 |
| 5.  | KFC Leipzig                   | 14 | 234:295    | 0−61  | 14:14 |
| 6.  | RV Thalheim                   | 14 | 226:316    | 0−90  | 06:22 |
| 7.  | PSV Rostock                   | 14 | 214:312    | 0−98  | 05:23 |
| 8.  | FC Erzgebirge Aue             | 14 | 194:327    | −133  | 02:26 |

### Staffel Mitte
Der deutsche Meister KSV Köllerbach erreichte das Achtelfinale der Meisterrunde ohne Punktverlust. Des Weiteren qualifizierten sich Germania Weingarten, Mömbris-Königshofen, der KSV Witten 07 und die KSK Konkordia Neuss. ASV Hüttigweiler wurde mit 14 verlorenen Kämpfen Tabellenletzter.
| Pl. | Verein                  | K. | Kampfpkte. | Diff. | Pkte. |
| --- | ----------------------- | -- | ---------- | ----- | ----- |
| 1.  | KSV Köllerbach (M)      | 14 | 393:137    | +256  | 28:00 |
| 2.  | SV Germania Weingarten  | 14 | 304:212    | 0+92  | 22:60 |
| 3.  | RWG Mömbris-Königshofen | 14 | 293:224    | 0+69  | 18:10 |
| 4.  | KSV Witten 07           | 14 | 253:265    | 0−12  | 16:12 |
| 5.  | KSK Konkordia Neuss     | 14 | 276:256    | 0+20  | 12:16 |
| 6.  | ASV Mainz 88 (N)        | 14 | 250:295    | 0−45  | 08:20 |
| 7.  | KSV Ketsch              | 14 | 225:303    | 0−78  | 08:20 |
| 8.  | ASV Hüttigweiler        | 14 | 111:413    | −302  | 00:28 |

### Staffel Süd
Der SC Anger holte sich in der Südstaffel punktgleich mit dem KSV Aalen 05 den ersten Platz. Der SV Hallbergmoos und die Ringer des SV Wacker Burghausen folgten auf Platz drei und vier. Die RKG Freiburg 2000 und die KG Dewangen/Fachsenfeld qualifizierten sich ebenfalls für die Meisterrunde. Die Aufsteiger der TuS Adelhausen konnten sich in der Liga nicht behaupten und stiegen direkt wieder ab.
| Pl. | Verein                    | K. | Kampfpkte. | Diff. | Pkte.    |
| --- | ------------------------- | -- | ---------- | ----- | -------- |
| 1.  | SC Anger                  | 14 | 318:197    | +121  | 24:40    |
| 2.  | KSV Aalen 05              | 14 | 355:175    | +180  | 24:40    |
| 3.  | SV Siegfried Hallbergmoos | 14 | 331:197    | +134  | 20:80    |
| 4.  | SV Wacker Burghausen      | 14 | 311:208    | +103  | 20:80    |
| 5.  | RKG Freiburg 2000         | 14 | 234:286    | 0−52  | 12:16    |
| 6.  | KG Dewangen/Fachsenfeld * | 14 | 213:326    | −113  | 08:20    |
| 7.  | SV St. Johannis 07        | 14 | 163:369    | −206  | 02:26 ** |
| 8.  | TuS Adelhausen (N)        | 14 | 183:350    | −167  | 02:26 ** |

## Play-offs
Die ersten fünf Mannschaften der Nord- und der Mitte-Staffel sowie die ersten sechs Mannschaften der Staffel Süd qualifizierten sich für das Achtelfinale.

### Achtelfinale
Die Vorkämpfe wurden mit Ausnahme der Begegnung Hof gegen Weingarten (30. Dezember 2007) am 29. Dezember 2007 ausgetragen. Die Rückkämpfe fanden alle eine Woche später am 5. Januar 2008 statt.
|                               |                        | 1. Kampf | 2. Kampf | Gesamt |
| ----------------------------- | ---------------------- | -------- | -------- | ------ |
| SV Siegfried Hallbergmoos     | TRV Berlin             | 24:13    | 21:14    | 45:27  |
| KFC Leipzig                   | KSV Witten 07          | 07:34    | 14:24    | 21:58  |
| RKG Freiburg 2000             | KSV Köllerbach         | 07:26    | 07:27    | 14:53  |
| KG Frankfurt/Eisenhüttenstadt | KSV Aalen 2005         | 10:25    | 05:32    | 15:57  |
| RWG Mömbris-Königshofen       | SC Anger               | 19:13    | 18:21    | 37:34  |
| KG Dewangen/Fachsenfeld       | 1. Luckenwalder SC     | 13:29    | 09:26    | 22:55  |
| KSK Konkordia Neuss           | SV Wacker Burghausen   | 08:26    | 12:27    | 20:53  |
| ASV Hof                       | SV Germania Weingarten | 13:25    | 10:27    | 23:52  |

Das Ergebnis des Rückkampfs zwischen dem TRV Berlin und dem SV Siegfried Hallbergmoos wurde nachträglich von 19:21 auf 14:21 korrigiert. Die Kampfwertung der Berliner hat eine Reduzierung um 5 Punkte erfahren, da der TRV entgegen der Ligaregeln mit nur drei deutschen Ringern angetreten ist, wovon keiner unter 23 Jahre alt war.

### Viertelfinale
Die Vorkämpfe des Viertelfinales wurden am 12. Januar 2008 ausgetragen. Die Rückkämpfe eine Woche darauf am 19. Januar.
|                           |                      | 1. Kampf | 2. Kampf | Gesamt |
| ------------------------- | -------------------- | -------- | -------- | ------ |
| SV Siegfried Hallbergmoos | KSV Witten 07        | 19:24    | 24:15    | 43:39  |
| KSV Köllerbach            | KSV Aalen 2005       | 18:14    | 23:13    | 41:27  |
| RWG Mömbris-Königshofen   | 1. Luckenwalder SC   | 09:25    | 15:29    | 24:54  |
| SV Germania Weingarten    | SV Wacker Burghausen | 22:16    | 23:13    | 45:29  |

### Halbfinale
Die Vorkämpfe wurden am 26. Januar 2008 ausgetragen. Die beiden Rückkämpfe am 9. Februar.
|                           |                        | 1. Kampf | 2. Kampf | Gesamt |
| ------------------------- | ---------------------- | -------- | -------- | ------ |
| SV Siegfried Hallbergmoos | KSV Köllerbach         | 10:32    | 08:32    | 18:64  |
| 1. Luckenwalder SC        | SV Germania Weingarten | 32:60    | 22:15    | 54:21  |

### Finale
Im Finale standen sich, wie bereits in der Vorsaison, der Titelverteidiger KSV AE Köllerbach und der deutsche Meister der Saison 2005/06, der 1. Luckenwalder SC, gegenüber. Der Hinkampf wurde am 16. Februar in der Hermann-Neuberger-Halle in Völklingen vor 3000 Zuschauern ausgetragen. Der Rückkampf fand eine Woche später am 23. Februar 2008 vor 1600 Zuschauern in der Luckenwalder Fläminghalle statt.
|                |                    | 1. Kampf | 2. Kampf | Gesamt |
| -------------- | ------------------ | -------- | -------- | ------ |
| KSV Köllerbach | 1. Luckenwalder SC | 25:15    | 17:20    | 42:35  |

Mit einem Gesamtergebnis von 42:35 verteidigte der KSV AE Köllerbach seinen Titel aus dem Vorjahr.

## Die Meistermannschaft
Der KSV Köllerbach trat in der Saison 2007/08 mit folgender Mannschaft an:
Timo Badusch, Wladimir Togusow, Daniel Skulski, Ismail Redzhep, Albert Nourov, Jurij Kohl, Dimitar-Hristof Tswetkow, Andrej Shyyka, Gleb Banas, Konstantin Schneider, Arcadii Tzopa, Jan Fischer, Wladislaw Metodiew, Dimitar Kumchev, Marek Sitnik, Kyrijl Handjinski